# Villiers-Saint-Denis
Villiers-Saint-Denis ist eine französische Gemeinde  mit 1.074 Einwohnern (Stand: 1. Januar 2022) im Département Aisne in der Region Hauts-de-France. Sie gehört zum Arrondissement Château-Thierry und zum Kanton Essômes-sur-Marne. 

## Lage
Die Gemeinde Villiers-Saint-Denis liegt in einem Seitental der Marne, zwölf Kilometer südwestlich von Château-Thierry. Nachbargemeinden von Villiers-Saint-Denis sind Domptin im Norden, Charly-sur-Marne im Osten und Südosten, Crouttes-sur-Marne im Süden und Südwesten sowie Bézu-le-Guéry im Westen und Nordwesten.

## Bevölkerungsentwicklung
| Jahr                       | 1962 | 1968 | 1975 | 1982 | 1990 | 1999 | 2006 | 2017 |
| Einwohner                  | 583  | 670  | 668  | 768  | 798  | 842  | 1017 | 1127 |
| Quellen: Cassini und INSEE |      |      |      |      |      |      |      |      |

## Sehenswürdigkeiten
- Kirche Saint-Denis aus dem 11. Jahrhundert, Monument historique
- Schloss Villiers-Saint-Denis
- Wasserturm

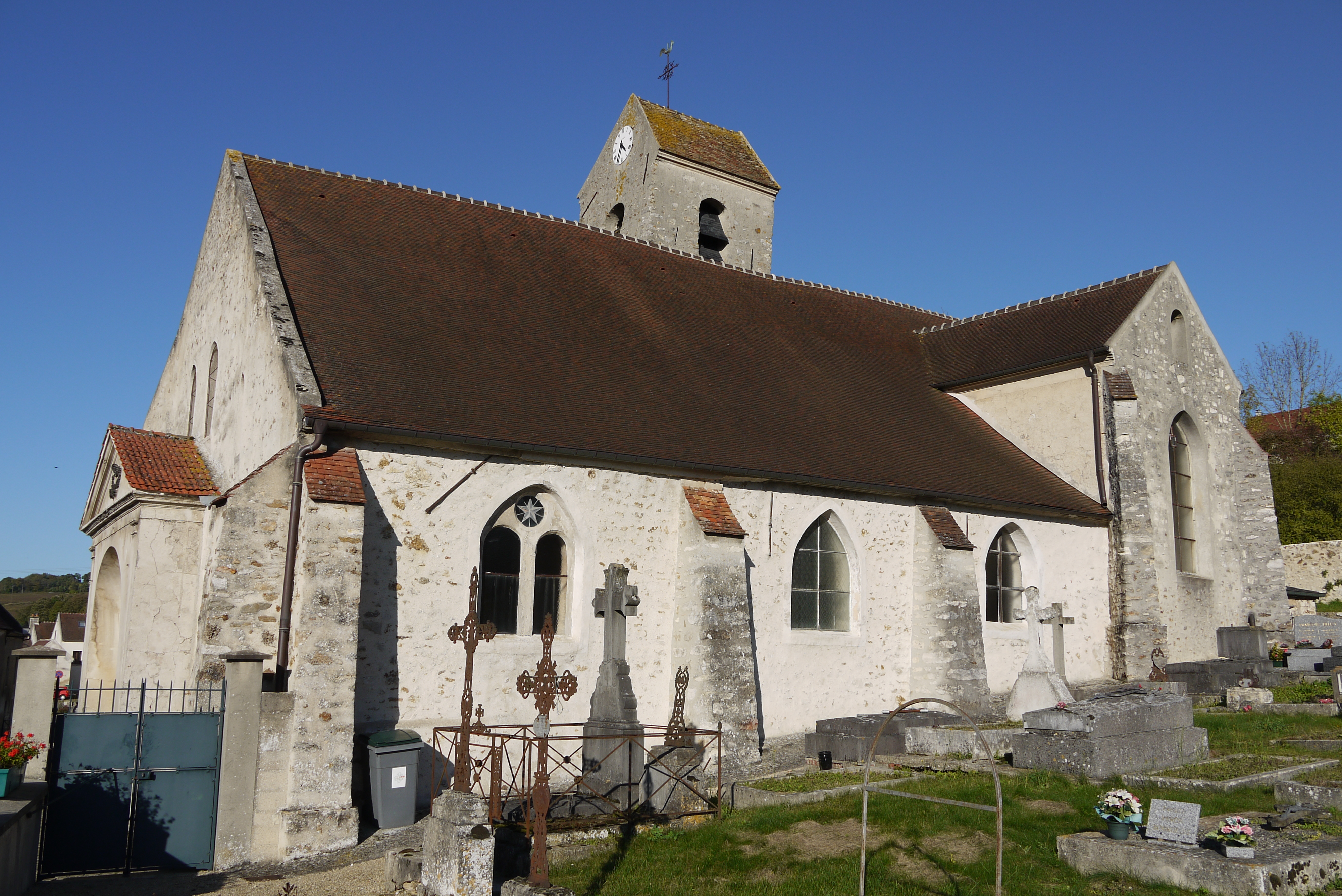
Kirche Saint-Denis
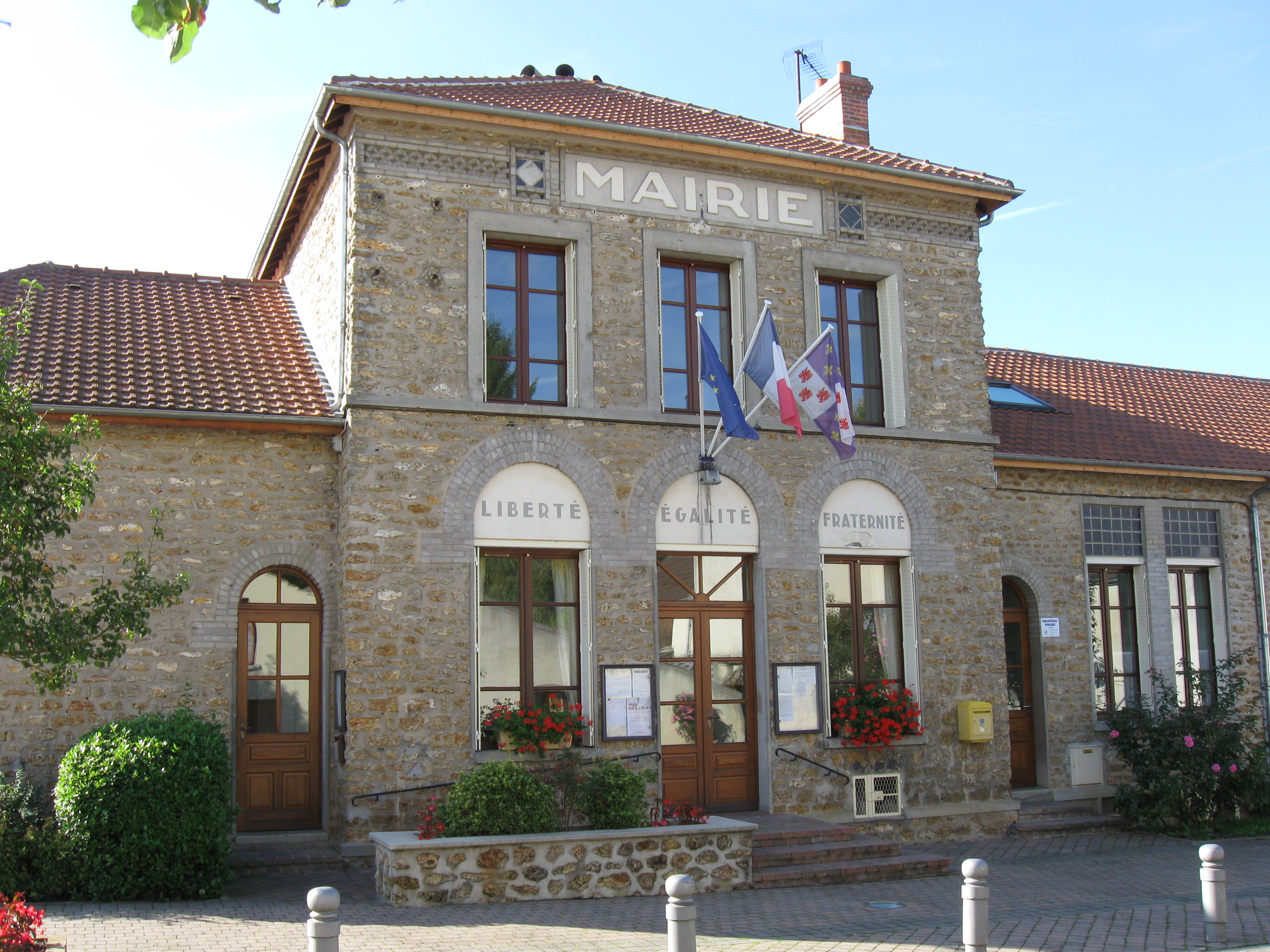
Mairie Villers-Saint-Denis
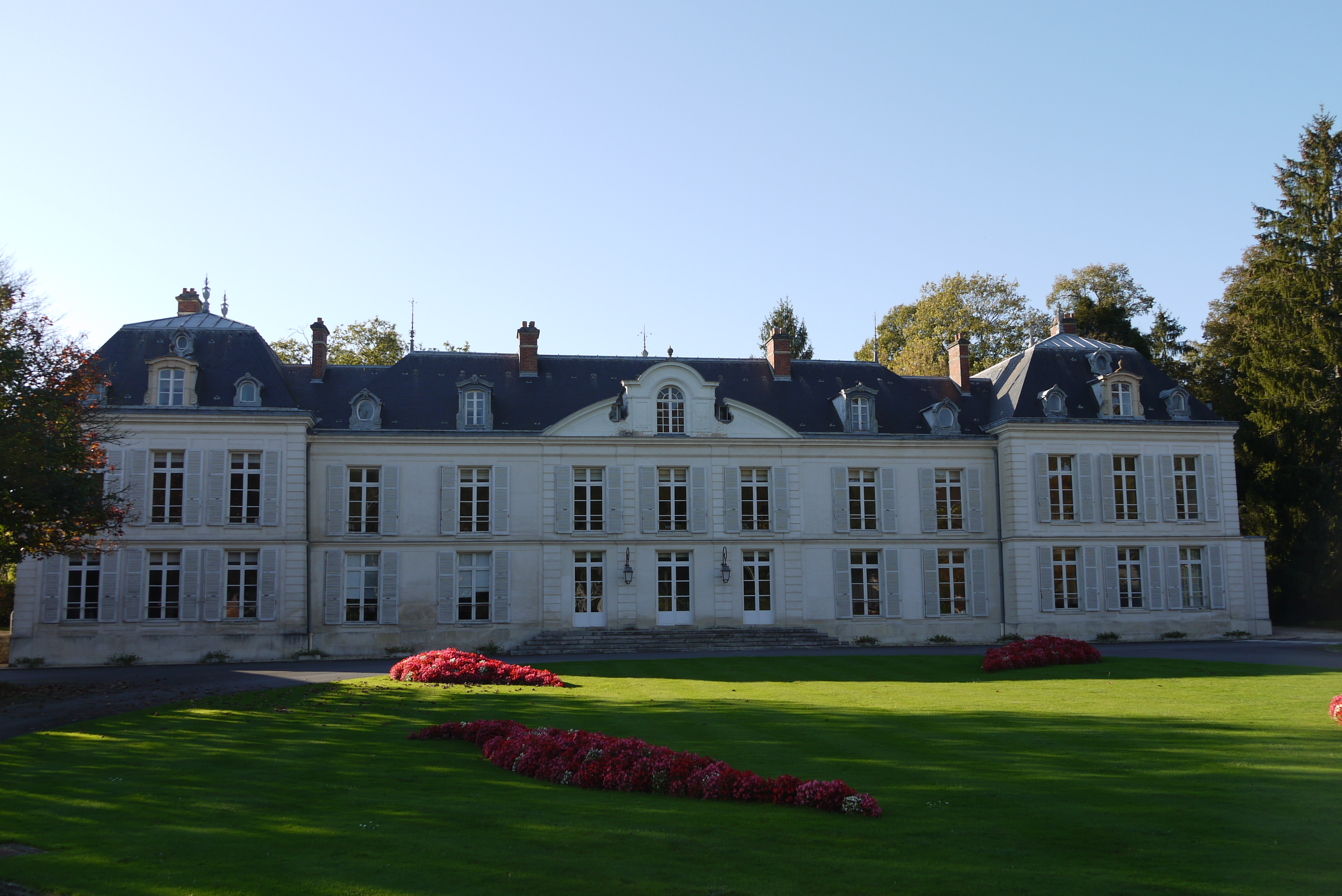
Schloss
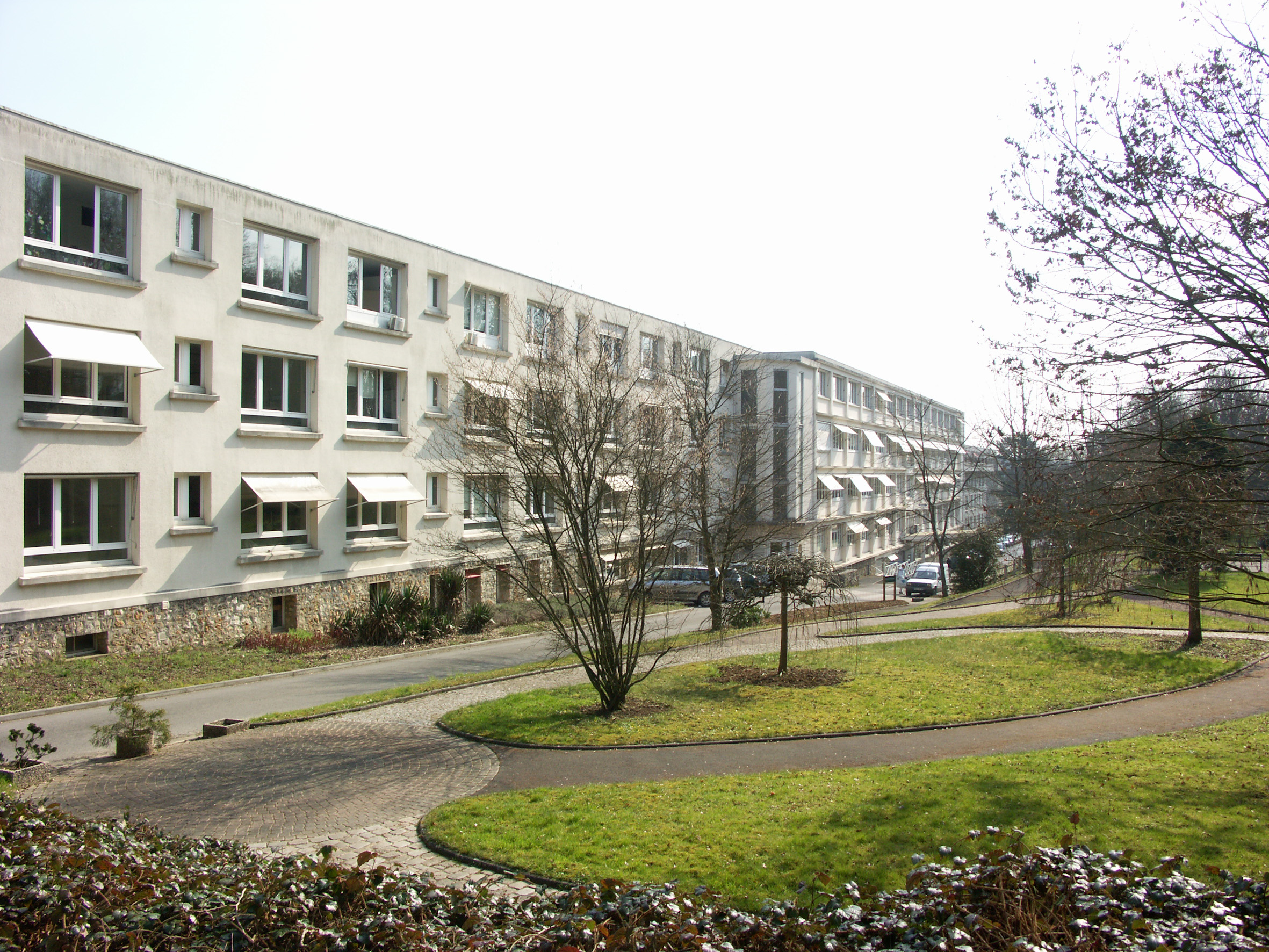
Klinik